# Ctímena

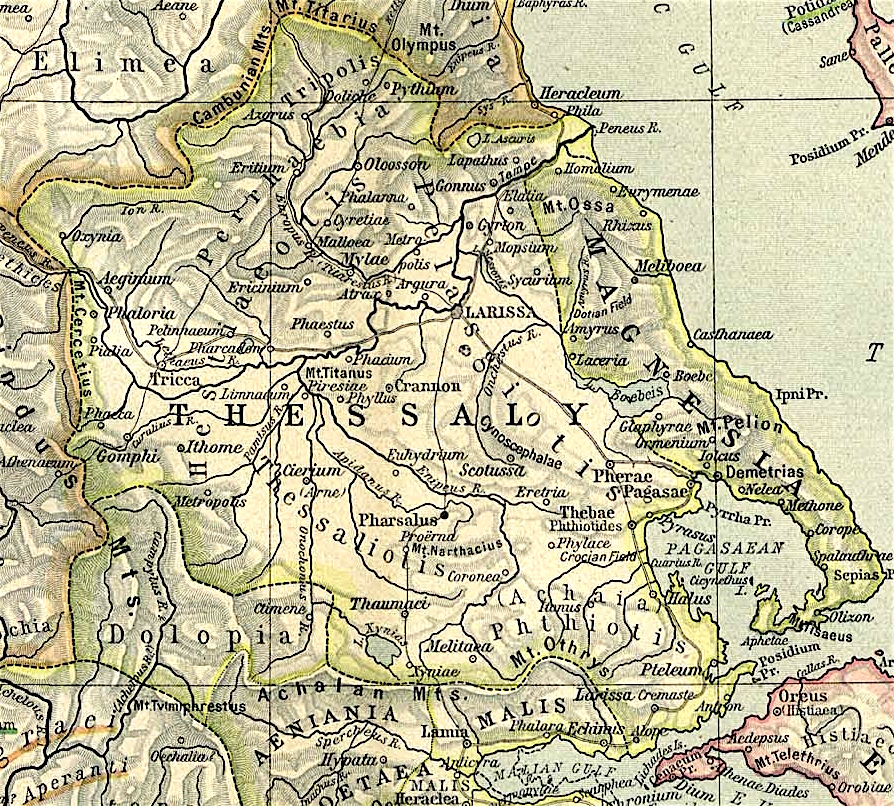
Mapa de la antigua Tesalia. Ctimena está abajo a la izquierda en Dolopia.

Ctímena o Ctímene (en griego, Κτιμένη) es el nombre de una antigua ciudad griega de Tesalia. Se ha ubicado en la actual localidad de Rentina.
Es citada por Apolonio de Rodas como el lugar de procedencia de uno de los argonautas, Euridamante. Apolonio la ubica cerca del lago Junias y la relaciona con la tribu de los dólopes.
También es citada en el marco de la segunda guerra macedónica: Tito Livio menciona que fue una de las ciudades devastadas por los etolios el año 198 a. C.